# Homoeocera
Homoeocera là một chi bướm đêm thuộc phân họ Arctiinae, họ Erebidae.

## Các loài tiêu biểu
- Homoeocera crassa Felder, 1874
- Homoeocera georginas Laguerre, 2010
- Homoeocera gigantea Druce, 1884
- Homoeocera papalo Laguerre, 2010